# Capitol Records
Pour les articles homonymes, voir Capitol et Records.
Capitol Records, ou Capitol Recording Corporation, est un label discographique américain basé à Hollywood Boulevard, Los Angeles. Fondé en 1942, il est une filiale d'Universal Music Group, l'une des trois majors dans le monde.

## Histoire

### Années 1940–1950

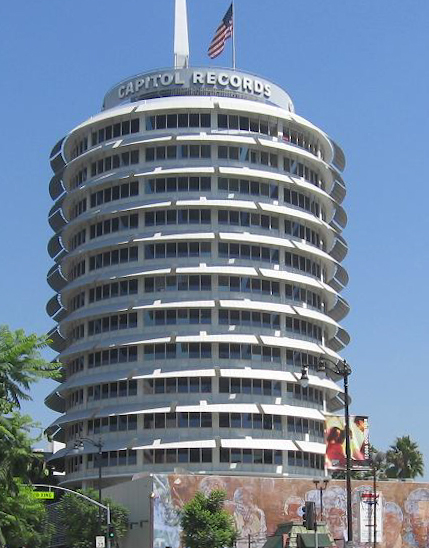
Siège social de Capitol Records sur Hollywood Boulevard.

Le label Capitol Records est créé en 1942 par le compositeur Johnny Mercer grâce au financement de Buddy DeSylva et Glenn Wallichs, propriétaire du magasin de disques Wallichs Music City à Los Angeles.
Capitol est le premier label basé sur la côte ouest des États-Unis, possédant un studio d’enregistrement à Los Angeles et un autre à New York. Ses principaux concurrents de l’époque sont RCA-Victor, Columbia et Decca, et avaient leur siège à New York. Dès son établissement et jusqu’en 1946, Capitol figurait parmi les six plus gros éditeurs aux États-Unis, avec 42 millions de disques vendus. Sa branche canadienne est établie en 1949, et Capitol rachète la même année les KHJ Studios situés sur Melrose Avenue, juste à côté des studios de Paramount Pictures, dans le quartier d'Hollywood à Los Angeles.
Pendant les années 1950, Columbia enregistre et produit un certain nombre d'artistes rockabilly et rock'n'roll comme Ronnie Self (Ain't I'm a Dog, Bop a Lena, You're so Right for Me), The Collins Kid (Party, Hop Skip and Jump…), Joe Maphis, Link Wray, Carl Perkins (Where the Rio de Rosa Flows, Pionted Toe Shoes…), Gene Vincent (Be Bop a Lula, Say Mama, Baby Blue...), Johnny Horton (Honky Tonk Hardwoor Floor, I'm Coming Home…), Johnny Cash… Tous ces artistes sont présents sur les compiles Columbia Rockabilly Vol. 1 et 2.

### Propriété d'EMI

Logo de Capitol de 1969 à 1978, conçu par Roland Young. Relancé en 2017.

En 1955, le label britannique EMI achète Capitol Records, mettant fin à l'accord de distribution mutuelle de 55 ans entre EMI et RCA Victor dans l'hémisphère occidental en 1957. EMI acquiert 96 % des actions de Capitol pour 8,5 millions de dollars. EMI construit un studio à Hollywood et Vine pour correspondre à ses studios Abbey Road ultramodernes à Londres. En 1957, le label classique d'EMI Angel est fusionné avec Capitol. Certains enregistrements classiques ont été publiés en haute fidélité et en son stéréophonique. Il s'agit notamment de William Steinberg et de l'orchestre symphonique de Pittsburgh, de Leopold Stokowski avec divers orchestres (dont l'orchestre philharmonique de Los Angeles) et de Sir Thomas Beecham et de l'orchestre philharmonique de Los Angeles, ainsi que d'albums de musique classique légère de Carmen Dragon et de l'orchestre du Hollywood Bowl et d'albums de musique de film dirigés par des compositeurs d'Hollywood tels que Alfred Newman.
Les disques Capitol sont lancés en France par Jacques Plait, alors directeur du département disques Capitol chez Pathé-Marconi. En 1957, EMI fusionne son label de musique classique Angel Records avec Capitol. Dans le domaine de la musique du Sweet Jazz big band, Capitol s'associe également au chef d'orchestre Guy Lombardo à partir du milieu des années 1950 pour publier une série d'une trentaine d'enregistrements jusqu'à la fin des années 1960.
La série Capitol of the World, lancée en 1956 et active jusque dans les années 1970, comprenait German Beer Drinking Songs, Honeymoon in Rome, Australian Aboriginals et Kasongo! Modern Music of the Belgian Congo. Nombre d'entre eux ont été produits par Dave Dexter Jr (en). Cette série contenait plus de 400 albums. C'est également au cours de cette période que Capitol publie des enregistrements de chants de Noël provenant de divers pays en dehors des États-Unis, Dans les années 1960, Capitol crée des sous-labels, dont Tower Records. Le producteur Dave Dexter tarde à publier les enregistrements des Beatles en 1963 mais se rattrape l'année suivante en inondant le marché d'albums et de singles du groupe britannique. Capitol devient aussi, en 1967, le distributeur américain de leur label Apple Records.
En octobre 1979, EMI fusionne avec Thorn Electrical Industries pour former Thorn EMI et, en raison de modèles commerciaux de plus en plus divergents, le 16 août 1996, les actionnaires de Thorn EMI votent en faveur d'une scission. La société de médias qui en résulte est alors connue sous le nom d'EMI Group. En juin 1997, Capitol, ainsi que Virgin Records, absorbent EMI USA, qui ferme ses portes.

### Distribution sous Universal
En 2012, les activités musicales d'EMI sont vendues à Universal Music Group et le siège mondial est  rétabli dans la Capitol Tower à Hollywood dans le cadre de la réorganisation ultérieure du Capitol Music Group. Steve Barnett, auparavant employé de Columbia, est engagé comme président-directeur général de la division,. Capitol intente une action en justice contre Vimeo, un site web de partage de vidéos en ligne, pour violation des droits d'auteur audio. Capitol dépose cette plainte après que des utilisateurs aient visiblement fait de la synchronisation labiale sur certains de leurs morceaux.
À la suite d'une action en justice intentée par Capitol contre la société en ligne ReDigi.com en avril 2013, cette dernière est reconnue coupable d'avoir violé la loi sur le droit d'auteur. Capitol Records affirme que ReDigi était coupable de violation du droit d'auteur en raison d'un modèle commercial qui facilitait la création de copies supplémentaires des fichiers musicaux numériques de Capitol, les utilisateurs pouvant charger les fichiers pour les télécharger ou les diffuser en continu au nouvel acquéreur du fichier. ReDigi a fait valoir que la revente de fichiers musicaux MP3/numériques était autorisée en vertu de certains principes (fair use et first sale), mais le tribunal a maintenu que l'application de ces principes « était limitée aux éléments matériels que le titulaire du droit d'auteur mettait dans le circuit commercial ». En 2014, PGH Live Music rejoint l'équipe et Katy Perry fonde le label Metamorphosis Music, lançant une entreprise de label avec Capitol Le nom du label est ensuite changé en Unsub Records en 2016. Cette année-là également, Capitol se hisse à la deuxième place des parts de marché et remporte quatre catégories aux Grammy Awards pour la musique de Beck et Sam Smith.
En 2018, la division électronique de Capitol Astralwerks se relance avec une nouvelle équipe et déménage l'ensemble de ses opérations dans la tour de Capitol à Los Angeles. En décembre 2019, Jeff Vaughn est nommé président de Capitol Records, prenant ses fonctions à partir du 1er janvier 2020, et est basé à Hollywood dans l'emblématique Capitol Tower.